# مصحف حضرت عباس
مصحف حضرت عباس قرآن کتابت شده در تیرماه سال ۱۳۹۳ توسط ۲۴۴ هنرمند نسخ و ثلث‌نویس دارالکتابه در مرکز طبع و نشر قرآن جمهوری اسلامی ایران است که پس از بازبینی و تصحیح توسط مصححّان مرکز طبع و نشر قرآن جمهوری اسلامی ایران پس از یک سال کتابت در ۲۵ شهریورماه ۱۳۹۴ به حرم عباس بن علی اهدا شده است. یکصد نفر از کاتبان خوشنویس نیز از بانوان بوده‌اند.

بخشی از ابتدای سورهٔ مومنون مصحف عباس بن علی

## ویژگی‌ها
این قرآن در ۶۰۴ صفحه مطابق با صفحه‌بندی رایج در جهان اسلام کتابت شده که هر صفحه آن دارای ۱۲ سطر است. خط استفاده شده در کتابت این مصحف، خط نسخ و شیوهٔ کم علامت برای اعراب‌گذاری کلمات آن انتخاب شده است. این مصحف با همکاری «ستاد مردمی کتابت نور در سایه شمس‌الشموس» به رشته تحریر درآمده است. نهایتاً صحافی در استان مازندران شهر آمل توسط هنرمندان آملی انجام شد.

نمای باز مصحف عباس بن علی